# Kalle Löhr
Karl Axel Edvin "Kalle" Löhr, född den 13 oktober 1917 i Maria Magdalena församling, död den 18 oktober 1965 i Karlskoga, var en svensk jazzmusiker (gitarrist).
Löhr var en av den svenska swingerans mer framträdande gitarrister. I en intervju 1944 uppgav Löhr själv att hans intresse för jazzen hade väckts genom Louis Armstrongs framträdande på Auditorium 1933. Kort efter denna konsert införskaffade Löhr en tenorbanjo men övergick relativt snart till gitarr. Efter tre års övande (under det att han arbetade i en guldsmedsaffär) blev Löhr professionell musiker 1936 som medlem av Henry Mortons orkester. 1937-1939 ingick han i Bob Larnys orkester på Skansen, och då engagemanget där övertogs av Thore Ehrlings orkester kom Löhr relativt ofta att sitta in även med detta band som vikarie för den ordinarie gitarristen Sven Stiberg.
Löhr och Stiberg var 1939 två av de ursprungliga medlemmarna i Svenska Hotkvintetten och Löhr medverkade på gruppens tidigaste skivinspelningar för Columbia. Till följd av militärtjänstgöring tvingades Löhr dock tillfälligt lämna gruppen 1940. Han återkom efter detta till en förnyad sättning av hotkvintetten med vilken han gjorde nya inspelningar, nu för Telefunken. Denna grupp upplöstes dock igen redan 1941. Efter detta ingick Löhr under några år i en mindre orkester ledd av Hasse Kahn, vilken spelade på Nalen i Stockholm. På 1950-talet var han medlem av Putte Wickmans sextett. Han ingick både 1947 och 1950 i tidningen Expressens särskilt sammansatta "Elitorkester".

## Filmografi (urval)
- 1948 – Marknadsafton - gitarrist
- 1952 - Skivscheiken Nr 1